# Ernesto Simini
Ernesto Simini (Scutari, 9 febbraio 1899 – Tobruch, 21 gennaio 1941) è stato un militare italiano insignito della medaglia d'oro al valor militare alla memoria nel corso della seconda guerra mondiale.

## Biografia
Nacque a Scutari d'Albania il 9 febbraio 1899, figlio di Giacinto e Maria Noia Lessi. 
Uscito dalla Scuola allievi ufficiali di complemento di Caserta con il grado di aspirante, poco più che diciottenne, partecipò alle operazioni belliche nel corso della prima guerra mondiale i forza ai reparti di assalto VI e V. Prestato poi servizio militare nel Regio Esercito per circa un anno nella 1ª Legione truppe albanesi in Albania, fu posto in congedo nel giugno 1920, decorato di una medaglia d'argento e una di bronzo al valor militare. Conseguita la laurea in economia e commercio nell'Università di Bari, esercitò la libera professione divenendo noto anche nell'ambiente letterario come poeta e scrittore drammatico. Promosso capitano dal 1º luglio 1936, l'anno dopo venne richiamato in servizio attivo a domanda e partì volontario per combattere nella guerra di Spagna, dove, assegnato ad un battaglione della Brigata "Frecce Azzurre", si segnalò al comando di una compagnia di fucilieri durante la battaglia dell'Ebro.
Rientrato in Italia decorato di una medaglia di bronzo e una croce di guerra al valor militare, alla vigilia dell'entrata in guerra del Regno d'Italia, il 28 maggio 1940, venne richiamato in servizio e partì per la Tripolitania per raggiungere il 69º Reggimento fanteria della 61ª Divisione fanteria "Sirte". Durante un combattimento nella vicinanze di Tobruch, il 21 gennaio 1941, rimasto ferito tre volte piuttosto che cadere prigioniero di guerra preferì suicidarsi. Fu insignito della medaglia d'oro al valor militare alla memoria.

## Pubblicazioni
- Mo'ses di Dibra poema tragico, Franco Campitelli Editore, Roma, 1932.